# Pablo García Manzano
Pablo García Manzano (Toledo, 15 de mayo de 1932-Madrid, 20 de abril de 2024)fue un juez español. Magistrado del Tribunal Constitucional (1996-2004) y del Tribunal Supremo (1976-1996).

## Biografía
Tras licenciarse en Derecho en la Universidad Complutense de Madrid (1954), opositó como magistrado de la jurisdicción contencioso-administrativa (1962).
Casado con Pastora Jiménez de Andrade Fernández de Córdoba, fueron padres de Pastora y Pablo García Jiménez de Andrade. 

## Trayectoria
Compaginó su labor judicial con la docente durante quince años. Jurista completo, con raíces humanistas y marcada curiosidad intelectual por diversos campos de las Humanidades y la Literatura. Puso en el centro del Derecho al ser humano.
Magistrado del Tribunal Supremo (1978-1996), fue nombrado magistrado del Tribunal Constitucional de España en septiembre de 1996, a propuesta del Consejo General del Poder Judicial. Cesó como magistrado del TC en 2004.